# У Ляньдэ
У Ляньдэ (кит. трад. 伍連德, пиньинь Wu Liándé 10 марта 1879, Пинанг, Британская Малайя — 21 января 1960) — китайский врач-эпидемиолог и общественный деятель из Малайи. Первый студент-этнический китаец, окончивший Кембриджский университет. Стал первым малайцем, номинированным на Нобелевскую премию по медицине (1935). Рассматривается как один из основателей современной китайской медицины в начале XX века, внёс большой вклад в исследования по эпидемиологии и гигиене. 

## Биография
У Ляньдэ родился в Пинанге, одном из трех городов-сеттльментов, относящимися к Британской Малайе (двумя оставшимися были Малакка и Сингапур). Пинанг как и другие территории образовывал Британскую колониальную империю. Его отец был иммигрантом из Тайшаня, Гуандун, Китай. Семья матери также проживала в Китае, однако она представляла второе поколение китайских иммигрантов в Малайе. В семье было еще четыре брата и шесть сестёр. Начальное образование У Ляньдэ получал в Свободной школе Пинанга.
После победы в Королевском конкурсе на обучение, проводившемся в Сингапуре, поступил в Эммануэль колледж в Кембридже в 1896 году. Стал первым этническим китайцем-студентом Кембриджа. За период обучения показал себя талантливым студентом, принял участие и выиграл все возможные на момент обучения конкурсы. После окончания обучения практиковал в госпитале Святой Марии (Лондон). В 1903 году У Ляньдэ после окончания обучения вернулся в сеттльменты. В сентябре 1903 года был принят в Институт медицинских исследований Куала-Лумпура, став первым студентом-исследователем. Однако для него не нашлось работы по специальности. Это было вызвано тем, что в двухуровневой медицинской системе, организованной в британских колониях, высшие медицинские должности могли занимать только британцы. В этот период У Ляньдэ посвящает изучению бери-бери и нематод. В 1904 году начинает собственную частную практику в Пинанге.
Принимает участие в общественной деятельности, в частности, при его участии создана Анти-опиумная ассоциация в Пинанге. Внимание исследователя привлекла торговля и распространение в регионе опиума.
Известность получил за исследования распространения чумы в 1910—1911 годах на Дальнем Востоке.